# شارع الفلاح (بغداد)
شارع الفلّاح شارع رئيسي في قضاء الصدر الأولى شرق بغداد، يبدأ من منطقة إشبيلية (حي الأمانة) وينتهي عند سوق الحديد بين القطّاعين 48 و39.

## وصف الشارع
شارع الفلاح ذو اتجاهين، لكل اتجاه 3 مسارات، أقل ازدحاماً من الشوارع الأخرى في المنطقة بسبب عدم وجود خطوط نقل منه إلى مناطق مجاورة.
| الاسم       | رقم الزقاق | الحالة | العرض متراً | الطول متراً |
| شارع الفلاح |            | جيدة   | 20         | 5842       |